# (9325) Stonehenge
(9325) Stonehenge ist ein Asteroid des Hauptgürtels, der am 3. April 1989 vom belgischen Astronomen Eric Walter Elst am La-Silla-Observatorium (IAU-Code 809) der Europäischen Südsternwarte in Chile entdeckt wurde.
Der Asteroid ist Teil der Vesta-Familie, einer großen Gruppe von Asteroiden, benannt nach (4) Vesta, dem zweitgrößten Asteroiden und drittgrößten Himmelskörper des Hauptgürtels.
(9325) Stonehenge wurde am 24. November 2007 nach Stonehenge benannt, einer in der Jungsteinzeit errichteten und mindestens bis in die Bronzezeit genutzten Megalithstruktur in der Nähe von Amesbury in Wiltshire, England, etwa 13 Kilometer nördlich von Salisbury, die seit 1986 zum Weltkulturerbe zählt.